# Veiviržėnai

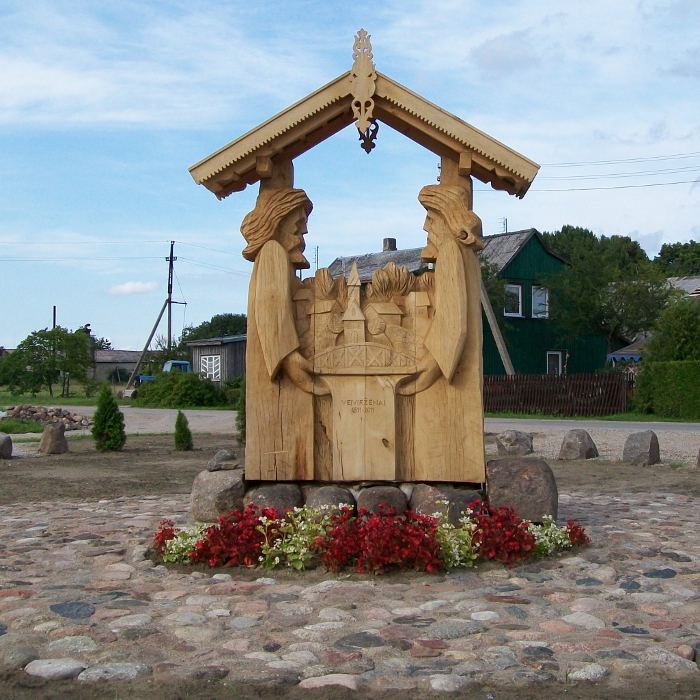
Monument construit pour célébrer les 500 ans de la ville.

Veiviržėnai est un village de l'Apskritis de Klaipėda  dans le nord-ouest de la Lituanie. La population totale est de 964 habitants (en 2001).

## Histoire
En juillet 1941, les hommes juifs de la ville sont assassinés dans une exécution de masse.
En septembre 1941, environ 300 à 400 femmes et enfants juifs de la ville sont à leur tour assassinés après avoir passé l'été aux travaux forcés dans les fermes des environs. Le crime est perpétré par un einsatzgruppen d'allemands et de leurs collaborateurs lituaniens. Le prêtre et le maire de la ville ont essayé sans succès de protester contre cette exécution. Une stèle est érigée sur le site du massacre.